# 악바르
악바르(페르시아어: ابوالفتح جلال الدين محمد اكبر 아불파트 잘랄 우딘 무함마드 악바르, 1542년 10월 25일 - 1605년 10월 12일)는 무굴 제국을 통치한 제3대 황제(재위: 1556년 - 1605년)이다. 아랍어로 위대(偉大)하다는 의미를 지닌 아크바르라는 이름에 걸맞게 중앙 아시아에서 들어온 외지인이었던 조부 바부르가 세운 무굴 제국을 진정한 제국이라는 이름에 어울리는 국가로 발전시켜, 악바르 대제(Akbar the Great, اکبر کبیر)란 이름으로 널리 알려졌다.

## 생애
무굴 제국의 제2대 황제 후마윤의 아들로서 아버지가 파슈툰인(Pashtūn) 장군 세르 샤에게 북인도의 제위를 빼앗기고 유랑하던 시절에 서인도의 신드 지방에서 태어났다. 이후 사파비 왕조 또는 사파위 제국의 지원을 얻어 1555년 인도를 재정복했던 후마윤이 즉위한 다음 해 사고로 죽자 13살의 어린 나이에 즉위했다. 즉위 초기엔 세르 샤가 창건한 수르 왕조 등의 적대 세력이 델리 주변에서 활동하고 있었으나, 아버지가 남겼던 중신 바이람 한이 버텨 주어 악바르는 같은해 11월 5일 델리 근교에서 힌두 군대를 격파하고, 후마윤이 재건한 왕조를 안정시킨다.
악바르는 성인이 되자, 바이람 한 및 자신의 유모(乳母) 일족을 타도하고 스스로 권력을 장악한 뒤, 출신에 관계 없이 인재를 등용하여 세력확대에 나섰다. 앙베르 왕의 딸과 결혼하여 동맹한 것을 시작으로 라지푸트의 왕후를 차례로 연합하고 평정하여, 중앙아시아 전통의 부족제로 지탱하던 군대에 토착 힌두교도를 합쳐 새로운 군대를 만들었다. 이 강대한 군사력을 바탕으로 30대 시절에 인도 북부의 대부분을 병합하는 대판도를 실현시켰다.
이런 광대한 판도에 다수의 비이슬람교도를 껴안게 된 제국을 지탱하기 위해 악바르는 무굴 제국의 제도확립에 나섰다. 이슬람법상 이교도에게 부과하던 지즈야(인두세)를 폐지하는 등 세제(稅制)를 개혁하고, 안정된 군사력을 확보하기 위해 만사브다리 제도를 도입했다. 이는 군인 및 관료에게 평상시 군비(軍備)를 준비하게 하는 의무를 부여하고 병마(兵馬)의 숫자에 맞는 단계(만사브)를 내린 것이다. 악바르는 이런 식으로 관료기구를 서열화했다. 1579년부터 일련의 개혁에 반대하는 움직임이 대규모 반란으로 진행되자, 수년동안 이를 진압하여 무굴 제국의 지배는 서서히 안정을 되찾게 되었다.
악바르는 건설사업을 활발하게 벌인 것으로도 알려져 있다. 치세 초기에 완성한 건축물로는 델리에 있는 아버지 후마윤의 묘지가 대표적이다. 제국의 궁전은 델리와 함께 북인도의 중요도시였던 아그라에 세워졌으나, 악바르는 15세기에 로디 왕조에 의해 건설된 옛 성채을 1565년 재보수하여 이 성에 악바르의 도시라는 의미를 지닌 악바라바드라는 이름을 부여했다. 또한 1569년에는 귀의한 치슈티교도의 신비주의자(스피)의 영향을 받아 아그라 근교에 주위 11km에 이르는 도시영역을 갖춘 새로운 수도 파테푸르 시크리(승리의 도시)의 건설을 시작해 1574년에 수도가 라호르로 옮겨지는 1584년까지 약 10년 동안 수도로써 사용하였다. 1598년까지 악바르의 수도였던 라호르의 성채도 악바르의 조영(造營)한 것을 기초로 하였다.
종교적으로는 중앙아시아계-이란계의 무슬림(이슬람교도) 토착 무슬림 및 힌두교도가 많은 제국의 군주로써 악바르는 포르투갈인이 인도에 선교하던 크리스트교에 이르기까지, 여러 종교에 대해 관심을 꾸준히 기울였다. 특히 신비주의에서 강한 영향을 받아 여러 종교를 총합적으로 존중한 그 자신의 종교자세는 악바르의 측근 아브르하즈르가 악바르의 명령에 의해 집필한 연대기 아크바르나마에 디네 이라히(신의 종교)라는 이름으로 책으로 남겨져 매우 유명해졌다. 문화적인 면에서는 악바르는 아버지의 유랑생활 시절에 태어나 중앙아시아 출신의 무인들 사이에서 길러졌기 때문에 어린시절에 문학을 공부한 경험이 없어 무학이었으나, 사파비 왕조의 궁정에서 그림을 직접 그린적도 있을정도로 예술을 사랑하고 학문을 보호했다. 아브르하즈르 등을 비롯한 측근들은 뛰어난 문화인 등이 모였고, 산스크리스트에서 페르시아어로의 해석사업도 진행하였다.
치세 말기에는 데칸지방에 진출해 아흐마드나갈 왕조와 전투를 벌여 판도를 남쪽으로 크게 넓혔으나, 아들 셀림과는 사이가 나빠 악바르는 후계자 문제에 대해선 실의에 빠진 말년을 보냈다. 1605년 악바르는 아그라에서 죽고, 셀림은 제4대 황제 누루딘 살림 자항기르로써 즉위했다. 악바르의 유해는 아그라 근교의 시칸드라에 운반되어 화장되고 이땅에 아크바르묘가 건설되었다.

## 같이 보기
- 아소카